# 臺北市立明湖國民中學

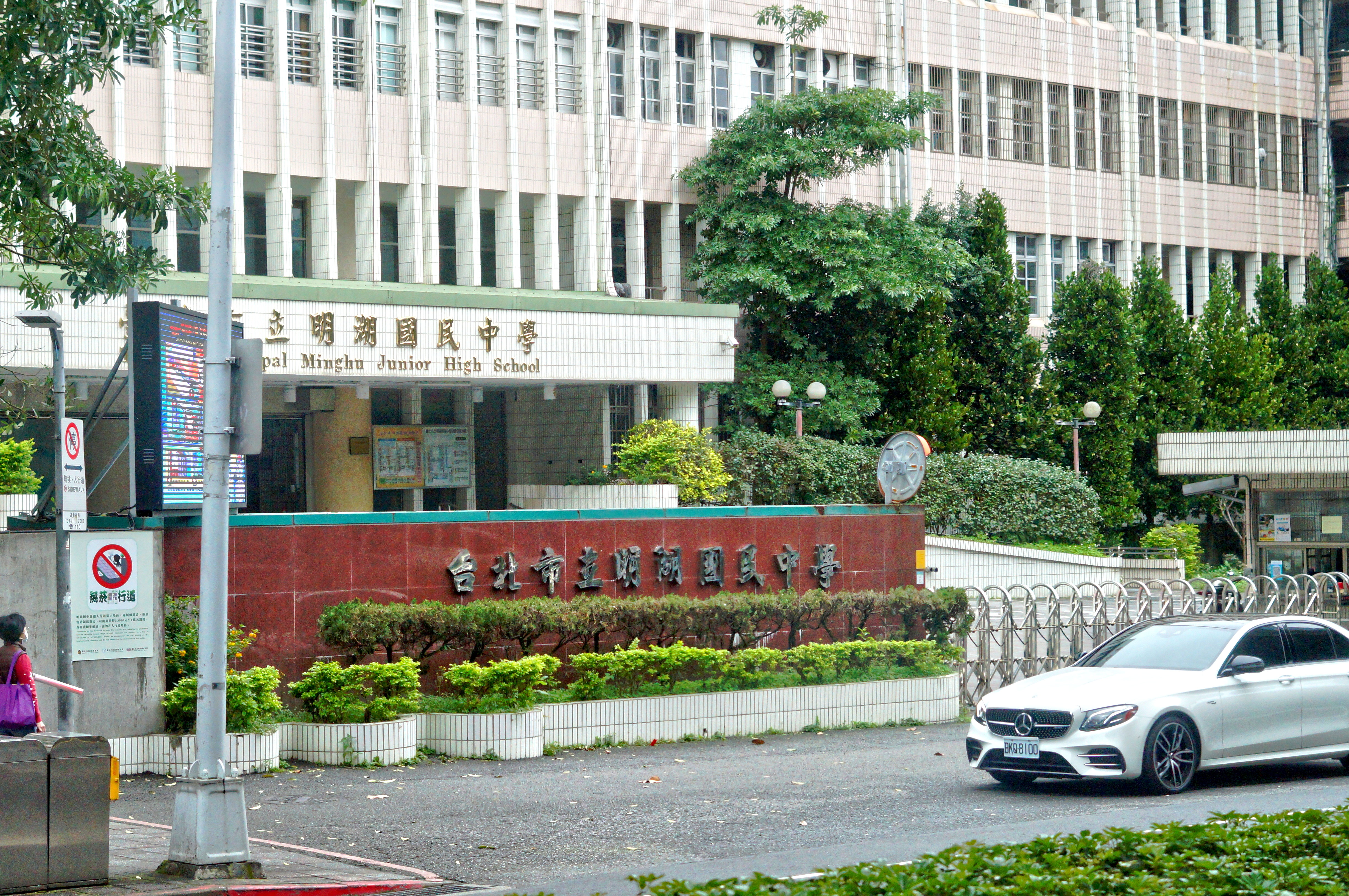
臺北市立明湖國民中學大門

臺北市立明湖國民中學，簡稱明湖國中，是一所位於臺北市內湖區的國民中學。

## 歷任校長
- 1991年7月1日，學校成立。首任校長陳世昌[2]
- 1994年8月1日，第二任校長趙富年赴任。
- 2000年1月31日，趙富年榮退，第三任校長朱芳桂赴任。
- 2003年8月1日，朱芳桂轉任臺北市立陽明高級中學校長，丁榮金赴任。
- 2007年8月1日，丁榮金轉任臺北市立新民國民中學校長，林蓮珠赴任。
- 2015年，林蓮珠退休，由莊志明赴任。
- 2022年，莊志明轉任臺北市螢橋國民中學，林正州赴任。

## 知名校友
- 鄭倢伃
- 林惟毅
- 朱俐靜
- 陳若儀
- 許斐棋

## 外部連結
- 臺北市立明湖國民中學 （页面存档备份，存于）